# Milan Baroš
Milan Baroš, češki nogometaš, * 28. oktober 1981, Valašské Meziříčí, Češkoslovaška.
Baroš je nogometni napadalec, trenutno igra za Vigantice. 